# Ivan Grigorjevics Csernisov
Ivan Grigorjevics Csernisov (oroszul: Ива́н Григо́рьевич Чернышёв) (1717 vagy 1726. november 24. – Róma, 1797. február 26.) orosz birodalmi tábornagy és tengernagy, az Admiralitás Tanácstestületének 4. alelnöke. II. Katalin cárnő uralkodása alatt nyújtott katonai teljesítménye miatt vált híressé.

## Pályafutása

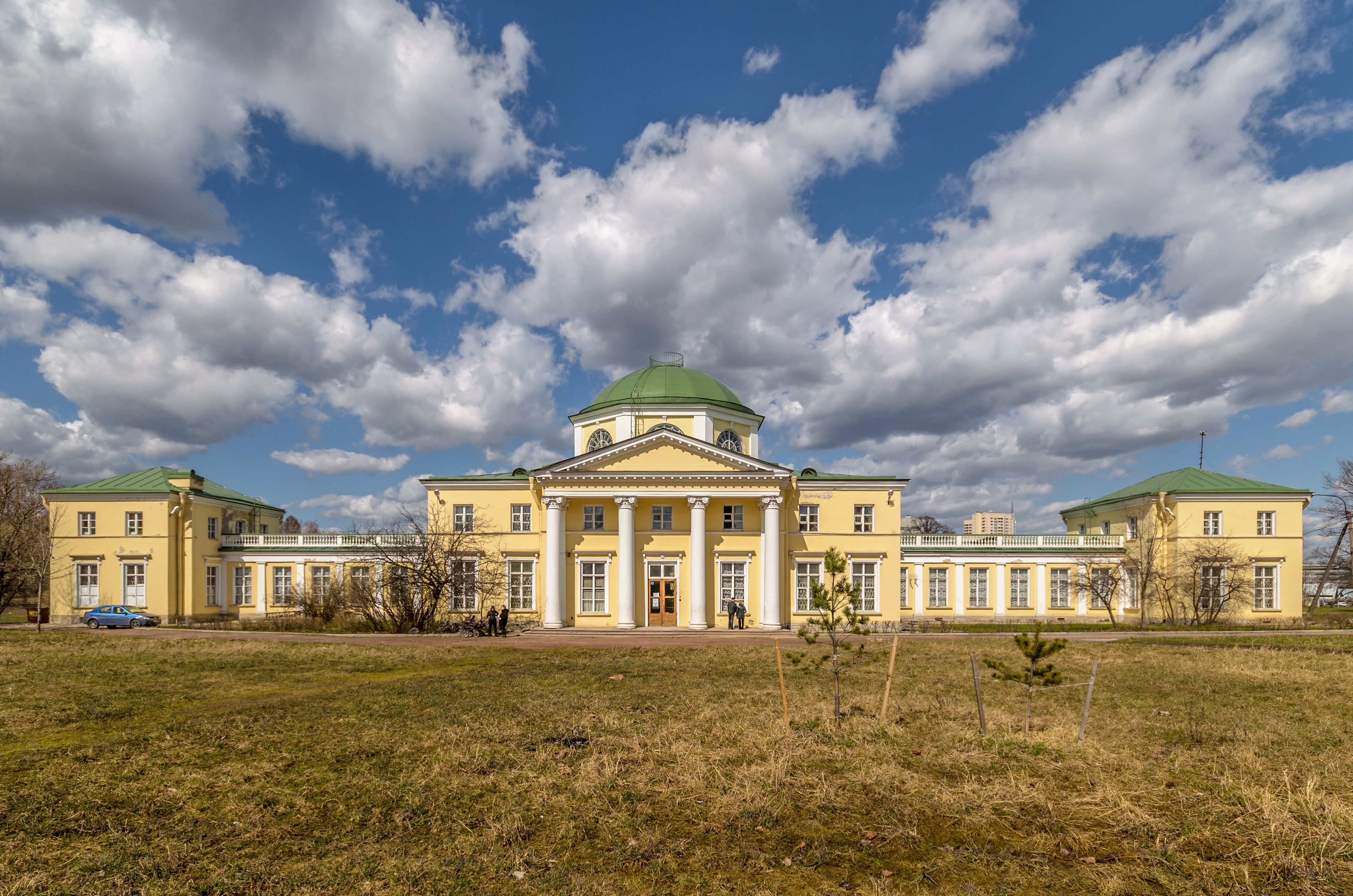
Az Alekszandrino uradalom, Ivan Csernisov egykori birtoka

Apja Grigorij Petrovics Csernisov herceg, katonai vezető, anyja Avdotyja Ivanovna Rzsevszkaja udvarhölgy, I. Péter cár szeretője volt. Kezdetben otthon végezte tanulmányait, majd kadétiskolába került. 1741-ben Koppenhágába került, ahol bátyja, Pjotr rendkívüli követ mellett teljesített diplomáciai szolgálatot. Ezt követően poroszországi (1742–45) és angliai küldetésekben vett részt. 1749-ben lemondott diplomáciai szolgálatairól és feleségül vette Jelizaveta Jefimovszkaja grófnőt, Erzsébet cárnő egyik unokatestvérét.
1755-ben visszatért Oroszországba, ahol kamarási rangot kapott. 1761-ben, a hétéves háború idején Hermann Carl von Keyserlingk oldalán folytatott diplomáciai tárgyalásokat Augsburgban, melyek sikertelensége után visszarendelték Szentpétervárra.
Két fivéréhez hasonlóan ő is támogatta Katalin 1762-es trónra kerülését III. Péter orosz cár halála után, és hűségükért busás jutalomban részesültek. Csernisov a hadiflotta altábornagya lett, majd 1763 márciusában Admiralitás Tanácstestületébe és más tengerészeti bizottságokba is bekerült. 1764-ben az evezős flotta parancsnokává nevezték ki.
Katalin először a Kormányzó Szenátus tagjává teszi, majd 1767-ben Csernisov teljhatalmú diplomata lett Londonban. Oroszországba való visszatérése után, 1769-től 1797-ig az Admiralitás Tanácstestületének alelnöke lett.
Az orosz–török és az orosz–svéd háborúban végzett szolgálataiért, a flotta kiváló vezetéséért Katalin cárnő kitüntetéseket adományozott neki.
Baráti viszony fűzte I. Pál orosz cár tanítójához és tanácsosához, Nyikita Panyinhoz, aki a cárnak is bemutatta őt. I. Pál trónra lépése után, 1796. november 12-én az Admiralitás Tanácstestületének elnökévé (a hadiflotta vezértábornagyává) és szenátorrá nevezte ki. Mindez annak ellenére történt, hogy Csernisov nem volt vezértengernagy. Az Admiralitás vezetői tisztségében magát a cárt követte, aki trónörökösként birtokolta a flotta vezetői tisztségét.

## Családja

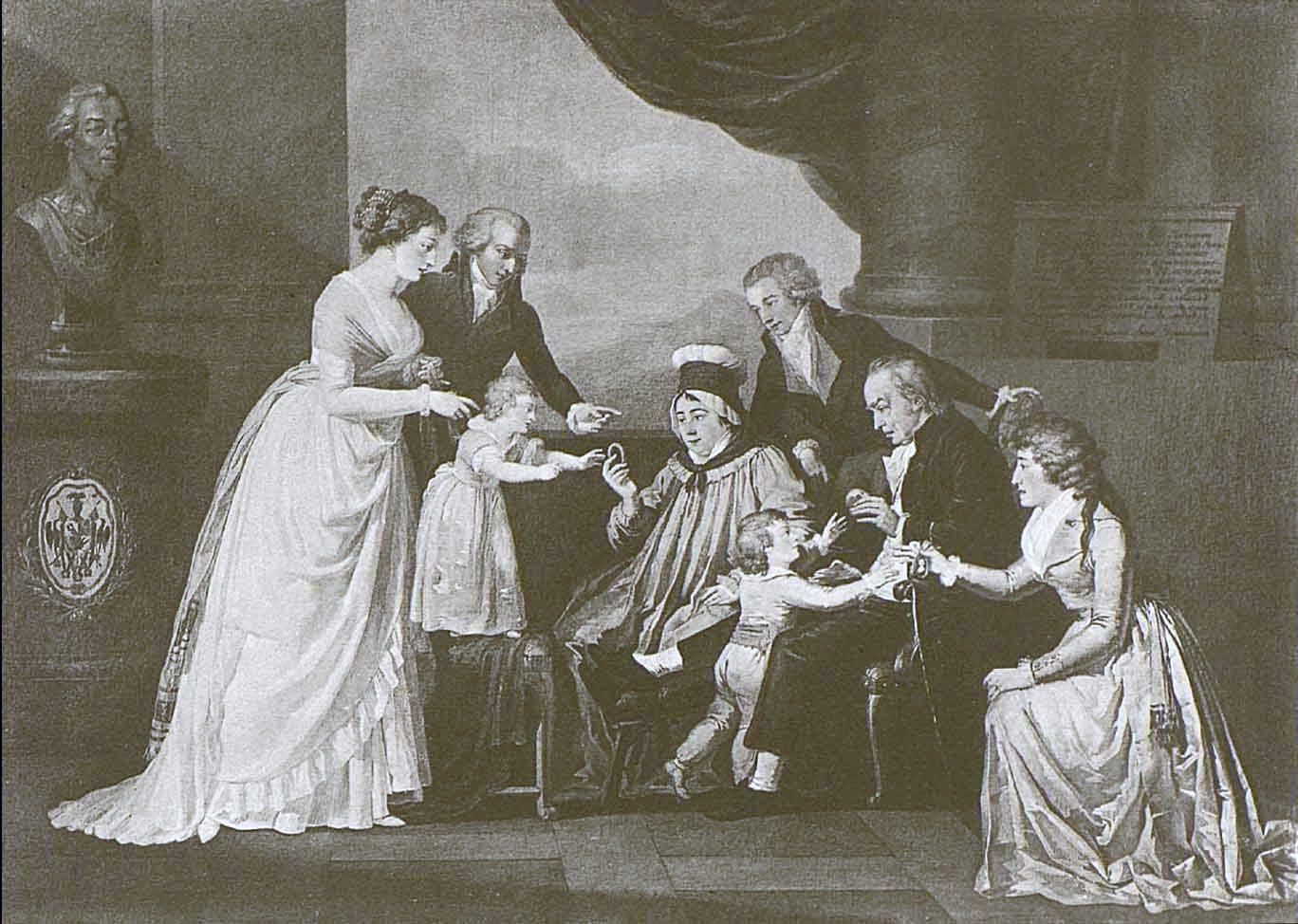
Csernisov családja körében (1794 körül)

Csernisov 1749-ben vette feleségül Jelizaveta Jefimovszkaja grófnőt, akitől egy gyermeke született (Jevdokija Ivanovna, megh. 1758-ban). Jelizaveta 1755-ben elhunyt, így 1757-ben Csernisov újraházasodott. Második felesége Anna Alekszandrovna Iszlenyjeva lett, akitől három gyermeke született: Grigorij Ivanovics (titkos tanácsos, pohárnok), Jekatyerina Ivanovna és Anna Ivanovna.
Utolsó éveiben egészsége megromlott, ezért öt évig külföldön élt. Rómában halt meg, ahová kezelésre utazott. Földi maradványait hazaszállították, és a szentpétervári Alekszandr Nyevszkij-kolostor Gyümölcsoltó Boldogasszony-templomában helyezték el.

## Kitüntetései
|  | Szent András-érdemrend          |
|  | Szent Vlagyimir-rend            |
|  | Alekszander Nyevszkij-érdemrend |
|  | Szent Anna-érdemrend            |
|  | Fehér Sas-rend                  |

## Fordítás
- Ez a szócikk részben vagy egészben  az   Ivan Chernyshyov című angol Wikipédia-szócikk ezen változatának fordításán alapul.  Az eredeti cikk szerkesztőit annak laptörténete sorolja fel. Ez a jelzés csupán a megfogalmazás eredetét és a szerzői jogokat jelzi, nem szolgál a cikkben szereplő információk forrásmegjelöléseként.
- Ez a szócikk részben vagy egészben  a(z)   Чернышёв, Иван Григорьевич című orosz Wikipédia-szócikk ezen változatának fordításán alapul.  Az eredeti cikk szerkesztőit annak laptörténete sorolja fel. Ez a jelzés csupán a megfogalmazás eredetét és a szerzői jogokat jelzi, nem szolgál a cikkben szereplő információk forrásmegjelöléseként.